# Напад на џамију и исламски центар у Крајстчерчу
Пуцњаве у џамији и исламском центру у Крајстчерчу су била два узастопна координисана белачка супремацистичка терористичка напада десног крила масовном пуцњавом у џамији Ел Нур и Исламском центру Линвуд у Крајстчерчу (Нови Зеланд), током молитве петком 15. марта 2019. године. 50 људи је убијено у пуцњави, а повређено других 50. Тројица осумњичених су ухапшени, а један је оптужен (Брентон Тарант). Први напад је лајвстримован на Фејсбук лајву, након што је нападач објавио политичке фашистичке агенде.
Нападе као терористички напад описала је премијерка Џасинда Ардерн и више влада на међународном плану. Еј-Би-Си је објавио да је нападач Брентон Тарант, Аустралијанац. Напад се повезује са успоном расизма и екстремне деснице у свету а почев од 2016. године.
Ово је најсмртоноснији напад на Новом Зеланду од побуне у Кампу ратних заробљеника Федерстоун 1943. године током Другог светског рата, када је убијено 49 људи. Такође, представља прву од масовних пуцњава на Новом Зеланду од Рауримског масакра 1997. године, као и најсмртоносније масовне пуцњаве на Новом Зеланду — Арамоански масакр 1990. године.

## Позадина
Нови Зеланд се углавном сматра сигурном земљом, те има релативно ниску стопу убистава. Ови напади су били прва масовна пуцњава након Рауримског масакра године 1997. Пре овога, најсмртоноснија јавна масовна пуцњава био је Арамоански масакр из 1990, када је умрло 13 људи. Експерти су сугерисали да је екстремизам крајње деснице у порасту на Новом Зеланду последњих година; земља се ретко повезује са екстремном десницом. Социолог Пол Спунли назвао је Крајстчерч врућим местом за супремацисте и покрете екстремних националиста, што је оповргао члан парламента Гери Браунли. Аустралија, одакле је нападач, такође је забележила пораст ксенофобије, расизма и исламофобије.
Ислам практикује преко 46.000 Новозеланђана (1,2% популације), од чега је 3.000 у Крајстчерчу и ширем Кантерберијском региону. Џамија Ел Нур је отворена 1985. године; ово је прва џамија на Јужном острву. Исламски центар Линвуд отворен је почетком 2018.

## Напади
Напади су почели у џамији Ел Нур (Рикартон) у 13.40 часова NZDT (после џуме) и Исламском центру Линвуд у око 13:55 часова NZDT (1.40 CET односно 1.55 CET), 15. марта 2019. године. Полиција је званично упозорена да се одвија пуцњава у око 13.53 часова NZDT (1.53 CET), а први позив примили су у 13.41 часова NZDT (1.41 CET).
Полиција је пронашла две ауто-бомбе у возилу. Одбрамбена сила Новог Зеланда (NZDF) деактивирала их је без инцидента.
Четрдесет два човека су убијена у или у близини Ел Нура. Још седморо је умрло у Линвуду. Још једна жртва преминула је у болници.
Алт-десничарски постери славили су напад онлајн, гледајући на насиље као на надолазећи расни рат против мањина; терористу су називали „херојем”.

### Џамија Ел Нур, Рикартон
Тешко наоружани нападач Брентон Тарант упао је у џамију Ел Нур у Динс авенији (Рикартон) око 13.40 часова. Терориста који је напао Ел Нур стримовао је уживо 17 минута свог напада на Фејсбук лајву, где се идентификовао као 28-годишњи аустралијски белачки супремациста. Први моменти лајвстрима приказују га како вози аутомобил према џамији и слуша националистичку песму Serbia Strong (Remove Kebab, Од Бихаћа до Петровца села) на српском из југословенских ратова 1990-их која, између осталог, слави Радована Караџића. Такође је слушао традиционалну песму за марширање Британске војске под називом The British Grenadiers, те Gas Gas Gas — песму италијанског музичара Мануела Караморија која се користи у популарној аниме адаптацији манга серије Initial D. Један сведок је рекао да је нападач наставио да пушта „војну музику” са портабл звучника и унутар џамије. Нетом пре пуцњаве, нападача је поздравио један од верника који се молио у џамији и који је рекао „здраво, брате”, после чега га је нападач убио — као једног од првих страдалих.
Нападач је провео неколико минута унутар џамије убијајући вернике. Убио је троје људи у близини улаза и још неколико у већој просторији. Нападач је пуцао на жртве више пута иако су већ биле упуцане. Потом је напустио џамију и пуцао на људе ван ње. Отишао је по друго оружје до свог аутомобила и вратио се у џамију да убије још жртава. Нападач је потом изашао из џамије други пут и убио жену у близини тротоара пуцајући два пута док је она молила за помоћ. Побегао је с места масакра недуго после овога. Видео приказује нападача како убија друге цивиле у близини подручја и бежи великом брзином.
Три стотине до пет стотина људи је вероватно било унутар џамије у време пуцњаве, молећи се током џуме (молитва петком). Сусед код џамије је рекао репортерима да је посведочио бекству нападача из џамије и бацању онога што личи на ватрено оружје у току вожње после бекства. Сусед је рекао да је нападач вероватно носио одећу с војном тематиком. Након што се пуцњава завршила, сусед је ушао да помогне жртвама.
Лајвстримовани снимак показује да је нападач пуцао на друге људе и одвезао се великом брзином, а у џамији је провео око шест минута. Када се вратио у аутомобил, певала је песма Fire аутора Крејзи ворлд оф Артур Браун у којој певач тврди „Ја сам бог паклене ватре!” (енгл. I am the god of hellfire!). Пакистански емигрант Наим Рашид пуцао је на нападача али је рањен; касније је умро у болници. Снимак престаје када нападач почиње да се вози дуж Бејли авеније, крећући се у смеру Исламског центра Линвуд. Полиција је примила позив и обавештена да се врше напади први пут у 13.51 часова.

### Исламски центар Линвуд
Друга серија пуцњава отпочела је у Исламском центру Линвуд у око 13.55 часова. Ова џамија је 5 km од Ел Нура. Први извештаји говоре о „вишеструком, симултаном нападу”, с тим да је касније један нападач оптужен за „планирано” убиство на обе локације. Седморо људи је убијено унутар центра и троје ван. Напад је завршио када је муслимански верник отео „пушку или сачмарицу” од једног од нападача и користио је да пуца на нападаче, који су потом побегли. Према причи преживеле особе, нападач првобитно није могао да пронађе врата; пуцао је на људе напољу и кроз прозор — тако упозоривши оне унутра.
Тренутни имам Латиф Алаби рекао је да је верник Абдулазиз Вахабзадах делимично зауставио напад пре него што је нападач ушао у џамију односно зграду исламског центра; у овом моменту, нападач је већ упуцао неколико других људи ван џамије. Вахабзадах, који је рођен у Авганистану и који је емигрирао у Аустралију као дечак а потом на Нови Зеланд као одрасла особа, изјавио је следеће у интервјуима: надајући се да ће да омете нападача од нападања људи у џамији, зграбио је читач кредитних картица и истрчао из џамије вичући „дођи овде!”. Када се нападач вратио у свој аутомобил, Вахабзадах је бацио машину на њега. Нападач је дошао до другог ватреног оружја и пуцао на Вахабзадаха, који се склонио иза аутомобила и дошао до празне сачмарице коју је нападач бацио. Тактика није била сасвим успешна јер је нападач наставио да пуца на џамију. Када се нападач поново вратио до свог аутомобила, Вахабзадах је бацио сачмарицу и разбио прозор или огледало аутомобила, због чега је нападач псовао и хтео да побегне — што му је и пошло за руком, упркос Вахабзадаховим напорима да га ухвати.

### Експлозивне направе
Две импровизоване експлозивне направе пронађене су прикачене за Тарантов аутомобил. Потом их је деактивирала Новозеландска одбрамбена сила (NZDF).
На нападачу није пронађен никакав експлозив.

## Жртве
| Држављанство      | Смрти |
| ----------------- | ----- |
| Пакистан          | 9     |
| Индија            | 5     |
| Египат            | 4     |
| Јордан            | 4     |
| Сомалија          | 4     |
| УАЕ               | 3     |
| Бангладеш         | 2     |
| Авганистан        | 2     |
| Сирија            | 2     |
| Фиџи              | 1     |
| Индонезија        | 1     |
| Нови Зеланд       | 1     |
| Палестина         | 1     |
| Саудијска Арабија | 1     |
| Непознато         | 10    |
| Укупно            | 50    |

Овај напад је коштао живота 50 људи (46 мушкараца и 4 жене) — 42 у џамији Ел Нур и 7 у Исламском центру Линвуд те 1 које је умрло у Болници у Крајстчерчу. Са прострелним ранама третирано је 48 људи, од којих је 20 у озбиљном стању. Распон годишта жртава био је од 2 (најмлађе) до 71 (најстарији) према једном извору, односно 3 (најмлађе) до 77 (најстарији) према другом извору. Грег Робертсон, начелник хируршког одељења у болници, изјавио је 16. марта да су четири жртве умрле у амбулантама на путу према болници. Од командира полиције Мајка Буша сазнало се 17. марта 2019. године у 10.00 часова да је 50 људи повређено, 36 третирано са прострелним ранама у Болници у Крајстчерчу — од којих је двоје у озбиљном стању, једно дете у дечјој болници Старшип у Окланду. Двоје је било у озбиљном стању, а 4-годишња девојчица је пребачена у Болницу Старшип у критичном стању. Национални играч футсала и ај-ти предузетник, Ата Елајан, нашао се међу убијенима.
Десеци људи нестали су и стање од тада није познато. Неколико дипломатских уреда и страних министарстава издало је саопштења поводом жртава њихове националности. Полиција је захтевала регистрацију несталих људи или оних који су идентификовани као нестали да се пријаве да су на сигурном онлајн, на веб-сајту Обнављање породичних веза (енгл. Restoring Family Links) којим управља Међународни комитет Црвеног крста; списак несталих људи објавио је Новозеландски Црвени крст, а укључује држављане Авганистана, Бангладеша, Индије, Индонезије, Јордана, Малезије, Пакистана и Саудијске Арабије. Саопштења за јавност која је издала Новозеландска полиција наводе међу умрлима грађане Бангладеша, Египта, Фиџија, Индије, Индонезије, Ирака, Јордана, Малезије, Маурицијуса, Новог Зеланда, Пакистана и Палестине.
Почасни конзул Бангладеша и Јорданско министарство спољних послова потврдили су да су осам Бангладешана и два Јорданца међу убијенима. Према Асадудину Оваисију из Индијског парламента, два Индијца су такође убијена у нападима. Према гласноговорнику Пакистанског спољног министарства, шест Пакистанаца је убијено а пет је нестало. Четири особе из Сомалије, три из Египта и по једна из Сирије и Индонезије такође су потврђени као мртви.
Током напада на џамију Ел Нур, Наим Рашид је пуцао на нападача након чега је сам упуцан и преминуо је касније у болници. Рашид је емигрирао из Пакистана године 2009. Премијер Пакистана Имран Кан објавио је да ће жртва Наим Рашид за своју показану храброст да добије почасну националну награду пост мортем (постхумно), јер га видео-материјал показује како се скачући на нападача суочава с њим покушавајући да га заустави. Рашид је убијен у току напада, али је у Линвудском месџиду Абдулазиз Вахабзадах — држављанин Авганистана — успешно потерао Таранта, користећи првобитно машину за кредитне картице као оружје а потом бацајући празну пушку нападача на прозор његовог возила. Тарант је вероватно претпостављао да Вахабзадах пуца на њега када је видео како му се прозор са стране на аутомобилу ломи у делиће, па је стога побегао са места злочина. Премијер Бангладеша, Шејк Хасина, објавио је: „У будућности, када год пошаљемо свој крикет тим у иностранство, то ћемо да урадимо након испитивања и прегледа сигурносних питања земље-домаћина.”; додао је да је Бангладеш увек пружао највише безбедносне услове за тимове и посетиоце из других земаља.

### Списак преминулих
Имена и годишта жртава убијених у масакру:
1. Абдукадир Елми, 70
2. Абдул Фатах Касем, 60
3. Ахмед Абдел Гани, 68
4. Али Елмадани, 66
5. Амџад Хамид, 57
6. Анси Алибава, 24
7. Ашраф Али, 58
8. Ашраф Морси, 54
9. Асиф Вора, 56
10. Ата Елајан, 33
11. Дауд Наби, 71
12. Фархаџ Ахсан, 30
13. Хамза Мустафа, 16
14. Харун Мехмуд, 40
15. Хосне Ахмед, 44
16. Хусејн ел Умари, 35
17. Хусејн Мустафа, 70
18. Џунејд Кара/Исмаил, 36
19. Камел Мохамад Камел Дарвиш, 39
20. Калед Мустафа, 44
21. Махебуб Кокар, 65
22. Матијулах Сафи, 55
23. Омар Фарук, 36
24. Мохсен Мохамед ел Харби, 63
25. Моџамел Хок, 30
26. Мунир Сулејман, 68
27. Мукад Ибрахим, 3
28. Лилик Абдул Хамид, 58
29. Абдус Самад, 66
30. Муса Нур Авале, 77
31. Наим Рашид, 50
32. Осама Аднан Абу Квејк, 37
33. Озаир Кадир, 25
34. Рамиз Вора, 28
35. Сајад Милне, 14
36. Сајед Ариб Ахмед, 27
37. Сајед Џахандад Али, 34
38. Талха Рашид, 21
39. Тарик Омар, 24
40. Закарија Буија, 33
41. Мухамед Хазик ибн Мохд Тармизи, 17
42. Гулан Хусејн, 66
43. Хафиз Муса Вали Пател, 59
44. Карам Биби, 63
45. Линда Армстронг, 65
46. Мухамед Имран Кан, 47
47. Зишан Раза, 38
48. Мохамад Муси Мохамедхосен, 37
49. Ашраф ел Масри, ?
50. Сохаил Шахид, ?

## Осумњичени

### Брентон Тарант
28-годишњи Аустралијанац, идентификован као Брентон Харисон Тарант, оптужен је да је извео напад. Ухапшен је у Брогам стриту након напада и потере полиције у којој је његов ауто слупан; ухапсили су га двојица полицајаца из руралног подручја, 36 минута након првог позива за хитне случајеве. Снимак с мобилног телефона показује да је Тарантов аутомобил слупан о ивичњак, после потере с три полицијска аутомобила, након чега га је полиција ухапсила држећи га на нишану.
Премијерка Џасинда Ардерн изјавила је да је нападач Тарант имао намеру да настави с нападима.
У време напада, Тарантово место живљења је био Андерсонс беј, Данедин. Био је члан локалне стрељане (Саут Отаго ган клаб) и вежбао је пуцање из ватреног оружја на њеном полигону. Радио је као лични тренер у Графтону (Нови Јужни Велс), од 2009. до 2011. године; у овом месту је и одрастао и завршио истоимену средњу школу.
Почео је да посећује многе земље у Азији и Европи око 2012. године. Власти у Бугарској и Турској истражују његове посете овим земљама; такође је, између осталих земаља, посетио и Босну и Херцеговину, Србију и Хрватску, те Мађарску (2016—2018), инспирисан историјским местима на којима су се водиле битке између хришћана и Османског царства. Поставио је доста балканског националистичког материјала на платформама друштвених медија, те позвао на слабљење САД како би се спречили догађаји као што је НАТО агресија на СРЈ; рекао је да је против интервенције НАТО-а јер види српску војску као „хришћанске европљане у покушају уклањања ових исламских окупатора Европе”.
Три године пре напада, хвалио је Блера Котрела као вођу екстремних десничарских покрета у Аустралији. Имао је преко 30 коментара на сада избрисане Фејсбук странице „United Patriots Front” и „True Blue Crew”, од којих једна назива избор америчког председника Доналда Трампа 2016. године „једноставно једним од најважнијих догађаја у модерној историји”. Еј-Би-Си тим који је проучавао коментаре назвао их је „фрагментима и дигиталним утисцима младог човека који је добро пропутовао који је често анонимно слао поруке испуњене мржњом на странице и био дубоко инволвиран у глобалну алт-десничарску културу”.
Тарант је постао опседнут терористичким нападима које су починили радикални исламисти у Европи током 2016. и 2017. године. Почео је да планира осветнички напад око две године пре напада у Крајстчерчу и одабрао је своје мете муслимане три месеца претходно (према манифесту). Званичници за безбедност сумњају да је дошао у контакт са организацијама крајње деснице око две године пре пуцњаве, док је посећивао европске државе.

#### Оружје
Према Ардерновој, Тарант је добио лиценцу за оружје у новембру 2017. године и почео је да купује оружје већ следећег месеца. Према командиру Бушу, нападач је имао лиценцу за ватрено оружје са „А” одобрењем. Полиција је дошла до пет комада оружја на месту злочина: две полуаутоматске пушке, две сачмарице и једна пушка с полугом. Радња у којој је куповао оружје није открила ништа необично или чудно по питању купца; изјавили су да ниједно од оружја није било војног стила, те да није познато да ли је то заиста оно оружје коришћено у нападу. Додатно, нападач је илегално заменио мале, легалне магазине полуаутоматског оружја са магазинима с 30 места — које је купио легално онлајн.
Пиштољи које користи нападач покривени су белим написима на латиничком и ћириличком, јерменском и грузијском алфабету — који именују историјске догађаје, људе и мотиве повезане са сукобима између муслимана и немуслимана (европских хришћана). Ознаке на оружју укључују помињање разних битки, историјских личности, скандала и увредљивих термина.

#### Манифест
Пре пуцњаве, нападач у Ел Нуру Тарант поставио је опширни манифест на 73 стране под насловом „Велико замењивање” (енгл. The Great Replacement; референца на теорију завере о белачком геноциду и њену француску варијанту) на имиџ-борду 8chan приказујући преглед свог напада. Манифест каже да је он одабрао Нови Зеланд као мету две године пре и да је напад планирао три месеца. Садржи разне антимуслиманске и антиимигрантске идеје и теме као што је говор мржње против миграната, језик белачких супремациста те позиви да се убијају муслимани. Манифест укључује референце на десничарске личности високог профила, интернет мимове те позиве за људе да се сложе с пуцњавом и створе још мимова. Ови елементи, заједно с лајвстримованим видеом у којем су неки гледаоци бодрили напад, дају утисак да је напад делом интернет троловање дизајнирано да се створе неслагања и љутња међу различитим групама.
Манифест почиње поемом Дилана Томаса Do not go gentle into that good night. Аутор манифеста себе означава као „уклањача кебаба”, као референца на мим на интернету који се тиче борбе Војске Републике Српске са Армијом Републике Босне и Херцеговине. Брентон Тарант је такође пуштао песму Од Бихаћа до Петровца села у свом ауту пре него што је извршио напад. Мотивација за напад се помиње у манифесту као освета за европске цивиле који су били жртве исламистичког тероризма у Европи. Прецизније, починилац често помиње Ебу Екерлунд у свом прогласу. Њено име је такође присутно на једном од пиштоља у тексту. Твитер налог нападача, који је блокиран, приказивао је неонацистички односно пагански симбол црног Сунца и Четрнаест речи (које се јављају у манифесту), као имена жртава терористичких напада на Западу исписана руком на њ. Манифест помиње америчког председника Доналда Трампа, а аутор пише да је присталица Трампа као „симбола обновљеног белачког идентитета и уобичајене сврхе” али не и као „ствараоца политике и вођу”. У манифесту се изражава подршка Андерсу Берингу Брејвику, Луки Траинију, Дилану Руфу, Антону Лундину Петерсону и Дарену Озборну, уз истицање да су они заузели „стајалиште против етничког и културног геноцида”. Тарант цитира норвешког терористу Андерса Беринга Брејвика као инспирацију и тврди да је био у „кратком контакту” с њим.
У свом манифесту, Тарант каже да је претходно био „комуниста”, „анархиста” и „либертаријанац”, али се потом окренуо „расизму” као погледу и постао „екофашиста” забринут глобалним загревањем. Иако је одбио да га се означи као нацисту, Американ конзерватив наводи да се његова политичка идеологија поклапа са националним социјализмом и да је био против капитализма али идолизирао Кину. Магазин такође коментарише да он наизглед види хришћанство као уједињујући вредност Европе. Тарант исто тако жали за моралним сломом Запада. Манифест укључује референце на високопрофилне личности десног крила и интернет мимове те позива људе који се слажу с нападом да шире његове поруке и направе још мимова. Ови елементи уз лајвстримовање у којем су гледаоци бодрили напад дају утисак интернет троловања, што такође подржава размишљање нападача што се тиче одабира његовог оружја; веровао је да ће покренути насилно дебату о контроли оружја у Америци и изазвати грађански рат у САД. Тарант подржава повратак расне сегрегације у Сједињеним Америчким Државама.
У манифесту, Тарант каже да је био „стварни фашиста” наклон сер Освалду Мозлију који му је био идол; позивао је на убиство политичара Садика Кана, Ангеле Меркел и Реџепа Тајипа Ердогана. Такође помиње америчку коментаторку и политичку активисткињу Кендис Овенс, као особу која је на њега имала великог утицаја: „Особа која је на мене утицала више од свега је Кендис Овенс.” Тарант је проповедао да је члан „новорођених темплара витезова” и „уклањач кебаба”. Манифесто је прожет помињањем мимова 4chan. У манифесту, Косовски сукоб између Албанаца и Срба помиње се исто тако, а нападач позива на ослабљене Сједињене Државе да спрече било какве будуће сличне ситуације и интервенције или здруживање с муслиманима против хришћанских Европљана — у покушају спречавања „исламских окупатора из Европе”. Нападач у свом манифесту каже да је био инспирисан сличним нападима из 2011. које је у Норвешкој извео Андерс Беринг Брејвик.
Манифест изражава неколико антиимигрантских сентимената, укључујући говор мржње против миграната, реторику белачких супремациста, те позиве да неевропски имигранти у Европи као што су Роми, Индијци, Турци и семитски народи те други — који, према њему, наводно „врше инвазију на његову земљу” — треба да се уклоне. Такође, упозорио је на потенцијалну инвазију из Индије, Кине или Турске у будућности. Тарант себе описује као екофашисту и етнонационалисту, али пориче да је нациста. Мотивацију за нападе помиње у манифесту, као освету за европске цивиле који су страдали у исламистичким терористичким нападима у Европи. Више пута помиње Ебу Екерлунд, жртву Напада камионом у Стокхолму 2017. Такође помиње нападе као освету за прошле муслиманске инвазије Европе. Када се говори о мотивацији и циљању муслимана, што се тиче виших стопа рођења међу имигрантима, он каже: „Историјски, друштвено и статистички... Они су најомраженија група оних који врше инвазије на Западу, напади на њих дају највиши ниво подршке. Они су такође једна од најјачих група, с високом стопом плодности, јаки по преференцама групе и вољи да освоје.”
Девет минута пре напада, Тарант је послао манифест имејлом до преко 30 прималаца — укључујући уред премијерке и неколико медијских кућа. Линкове до манифеста је такође поделио на Твитеру и 8chan-у непосредно пре напада. Рекао је у манифесту да је за мету одабрао муслимане као облик „освете против ислама за 1.300 година рата и девастације коју је донео људима Запада и другим људима света”.
Најпрецизније, у свом манифесту Тарант тврди да је најважнија тачка за истаћи која га је довела до тога да испланира напад две године пре — смрт 11-годишње девојчице Ебе Екерлунд током Стокхолмског напада камионом 2017. Њено име се налази на врху цеви оружја током пуцњаве. „Нисам могао више да окрећем своја леђа насиљу. Нешто је, овог пута, било различито. Та разлика је била Еба Екерлунд. Млада, невина и мртва Еба. Еба је ишла да се сусретне са својом мајком после школе, када је убио исламистички нападач, возећи украдено ауто кроз променаду шопинга на којој је шетала. Еба је делимично била глува, [те] није могла да чује нападача како долази.”
Неки новинари који су анализирали манифест верују да је у питању фасада, односно — као и сам напад — све издизајнирано да се тролује свако ко се распитује и створи још дискурса око одређених група и људи. Докази за ово долазе из референци до бројних мимова унутар манифеста, за које су ови новинари упозорили да би могли да буду погрешно интерпретирани од стране медија. Један новинар је сматрао манифест замком за медије, изјавивши да је у питању било „намештање за новинаре који траже значење иза овог застрашујућег злочина. Постоји истина унутра, те вредни докази за радикализацију нападача, али су закопани испод велике количине, из недостатка боље речи, ’шитпостинга’.”. На пример, нетом пре извођења напада, нападач је рекао „запамтите другари, запратите Пјудипаја” — помињући шведску Јутјуб личност Феликса Шелберга Шелберг је на Твитеру постовао: „Осећам се апсолутно згађеним што је моје име изустила ова особа”, те изразио саучешће онима погођенима. Пошто Шелберг има десетине милиона пратилаца на друштвеном медију, ово је послужило сврси ширења вести о нападу даље како би се остварило веће интересовање за исти. Новинари су приметили да би сличан ефекат могао да буде и услед помињања Кендис Овенс у манифесту, конзервативне политичке активисткиње, јер њени критичари могли би да искористе помињање да окриве саму Овенсову за напад.

#### Кривични случај
Тарант се појавио у Окружном суду Крајстчерча 16. марта, где је оптужен за убиство и задржан у притвору. Током појављивања на суду, злобно се смешкао медијима и направио ОК гесту, симбол који су усвојили белачки националисти као покрет те онлајн расисти; Према Правном центру јужњачког сиромаштва, белачки националисти и неонацисти почели су да користе овај знак као „сигнал своје присутности за себи сличне, као и за идентификацију потенцијалних симпатизерских регрута међу младим уметницима-троловима који га показују”. Дана 4. априла 2019. године, полиција је објавила да је повећала укупан број оптужби на 89, од чега 50 за убиство и 39 за покушај убиства; друге оптужбе се и даље разматрају. Случај је пребачен на Виши суд, а његово следеће појављивање је заказано за 5. април 2019. године. Након појављивања на суду 16. марта, Тарант је отказао додељеног адвоката који га је представљао и одабрао да сам води своју одбрану. Ако га осуде за вишеструко убиство, или за терористички чин, суочава се са обавезном казном доживотног затвора уз могућност давања помиловања након 17 година; судија може да, узимајући у обзир агравацију и митигирајуће факторе прекршаја, продужи период у којем нема права помиловања или наметне доживотну казну затвора без могућности помиловања.:102–104

### Остали ухапшени
Командир полиције Мајк Буш првобитно је рекао да су три мушкарца и једна жена ухапшени везано за нападе у две џамије. Све четворо су имали екстремистичке погледе, како је објављено. Један од осумњичених је идентификован као неповезан с нападом и пуштен је. Један од осумњичених је раније пријављен да носи експлозиве. Међутим, Буш је ово оповргао. Такође је порекао првобитне извештаје о пуцњави у Болници у Крајстчерчу. Званичници верују да више није било осумњичених који су укључени у напад.
Дана 17. марта 2019. године, командир полиције Буш изјавио је да је поред главног осумњиченог, још троје других људи ухапшено али није оптужено везано за нападе јер се не чини да су били укључени у исте — с тим да ово није финални закључак полиције. Кордон полиције ухапсио је жену и човека након што су пронашли ватрено оружје у њиховом возилу у којем су путовали заједно. Жена је пуштена без оптужби, а човек је задржан у притвору и оптужен за прекршај поседовања ватреног оружја нелегално. У случају који је Буш описао као „тангенцијалан” пуцњави, 18-годишњак је ухапшен након што се наоружао у намери да „помогне деци у подручју”; на суду се појавио 18. марта 2019. године. Овај 18-годишњак је ухапшен и оптужен за изазивање расне дисхармоније према Акту о људским правима из 1993; оптужен је за дељење копије лајвстримоване пуцњаве, писање да је „мета освојена” поред слике џамије и постовање других порука које „покрећу екстремно насиље”; одбијен му је захтев за кауцију и може да добије до 14 година затвора ако га осуде по свим тачкама; власти верују да није био укључен у пуцњаву. Такође, 30-годишњак који је носио камуфлажну одећу, коју је уобичајено користио, ухапшен је када је стигао у Средњу школу „Папануи” да покупи свог 13-годишњег пашенога; пуштен је без оптужби, с тим да је рекао да му је полиција дала упозорење због недоличног понашања; тражи компензацију за тврдњу хапшења с грешком, али полиција је бранила своје радње и помињала ниво опасности након масакра те да су морали да се позабаве пријавама које су вероватно повезане с нападом.
Командир полиције Буш изјавио је да је полиција била у првој џамији унутар неколико минута након напада пријављеног у 13.42 часова. Првобитно је схваћено да је хапшење трајало 36 минута, али касније је разјашњено да је био потребан 21 минут. Као одговор на критике да је полиција преспоро реаговала на нападе, полиција је бранила становиште да је било потребно само 36 минута да ухапсе Таранта. Командир округа Џон Прајс рекао је да је ово „невероватно брзо време одговора. Имали сте нападача с мобителом на подручју великог метрополитенског града.”.

## Последице
Преживели у нападима су транспортовани у оближње болнице. Хитна Ст. Џон потврдила је у медијској изјави да је отприлике 20 ресурсних јединица послано на интервенцију поводом напада. Четрдесет осам људи, укључујући младо дете, с прострелним ранама третирано је у Болници у Крајстчерчу, а још људи је превезено у друге болнице Крајстчерча и национално. Здравствени одбор Дистрикта Кантербери (CDHB) активирао је свој план за масовне жртве. Болничари описују „реку крви” која излази из џамије и да су били приморани да прескачу преко тела како би покупили рањене. Гласноговорник је рекао да су пронашли две импровизоване експлозивне направе у једном аутомобилу и да су успели да деактивирају једну.

### Одговор служби за хитне случајеве
Полиција Новог Зеланда реаговала је на инциденте у неколико минута након што су напади пријављени. Одређен број школа у близини места несреће је затворен непосредно после догађаја. Неки школарци су свеједно имали своје мобилне телефоне и могли су да виде снимак напада онлајн. Власти су саветовале све џамије у земљи да се затворе док не буде даљих обавештења и послале су полицију да осигура локације на којима је ово било потребно.
Званичнички комитет за домаћу и спољну сигурносну координацију (ODESC) позван је да координише владиним одговором. Премијерка Џасинда Ардерн, која је била на јавном ангажману око скупа *Школског штрајка за климу у Њу Плимуту, вратила се с министром за сигурност и обавештајство Ендруом Литлом у свој хотел у Плимуту да да изјаву за новинаре. Ардернова је отказала и све остале јавне ангажмане заказане за тај дан, укључујући отварање фестивала WOMAD. Потом се укрцала на авион Ројал Њу Зеланд ер форс и долетела у престоницу Велингтон да би се придружила званичним састанцима који су се одржавали у Бихајву. Министар Литл је остао у Њу Плимуту и отворио је фестивал WOMAD, заједно с чланом парламента Киријем Аланом. Значајно је поменути да док је био у Њу Плимуту непосредно после напада Ендру Литл није имао никакву полицијску или заштиту дипломатске службе за заштиту.

### Остали одговори
Штрајкачи из школа у програму *Глобалног школског штрајка окупљени на митингу у Катедрал скверу, недалеко од два напада, саветовани су да или потраже безбедно место у јавним зградама или оду кући полицијом. Сви летови Ер Њу Зеланд линка који су одлазили са Аеродрома Крајстчерч отказани су због предострожности а услед недостатка сигурносног скенирања.
Трећи Тест крикет меч између Новог Зеланда и Бангладеша, који је требало да се одигра у Хегли овалу у Крајстчерчу 16. марта отказан је из безбедносних разлога. Бангладешки тим је требало да присуствује молитви у џамији Ел Нур, и били су моменти у питању од уласка у зграду када је инцидент почео. Играчи су потом побегли пешке у Хегли овал. Два дана после, крикет тим Кантербери повукао се из меча против Велингтона у сезони Планкет шилд 2018/19 (крикет турнир). Супер рагби меч између Крусејдерса из Крајстчерча и Хајлендерса из Данедина који је требало да се игра следећег дана након напада отказан је као „знак поштовања за догађаје”; након напада, неки су критиковали и тим Крусејдерса због њиховог имена које се изводи из средњовековних крсташких ратова („крусаде”) вођених против муслимана. Два концерта заказана да се одрже у Крајстчерчу 17. марта, на којима је требало да наступу кантаутор Брајан Адамс и треш-метал бенд Слејер такође су отказани. Полинезијски културни фестивал Полифест отказан је након пуцњава, а разлог је била упитна сигурност. Музички и културни фестивал WOMAD одржао се у Њу Плимуту упркос нападима, с наоружаном полицијом стационираном у периметру фестивала, у месту одржавања и око хотела уметника.
У Данедину, Новозеландска полиција од. AOS претражио је кућу у Андерсонс беју након пуњаве у џамији у Крајстчерчу јер је нападач на друштвеним медијима индицирао да је оригинално планирао да за мету има градску џамију Ел Худа. Полиција је блокирала део оближње Сомервил улице и евакуисала становнике недалеко од зграде у питању. Универзитет Отаго је исто тако одгодио обележавање своје 150. годишњице уличном парадом која је била заказана за 16. март, све због безбедносних разлога.
Џамије које су биле нападнуте, те друге у земљи и свету, биле су фокус бдења, порука и одавања саучешћа цвећем из заједнице. Градоначелница Крајстчерча Лијана Далзијел потакла је људе да полажу цвеће код градских Ботаничких башта у Ролстоун авенији. Као знак симпатије и солидарности, ученици и друге групе извели су хака и ваијата церемоније да би одали почаст онима убијеним у нападима. Уличне банде, укључујући Монгрел моб, Блек пауер и Кинг кобрас послали су своје чланове у џамије широм земље ради помоћи у заштити истих током обављања молитве. Једну седмицу након напада, одржана је џума на отвореном у Хагли парку; емитована је уживо на радију и телевизији, а присуствовало је 20.000 људи — укључујући Ардернову која је рекла „Нови Зеланд плаче с вама. Ми смо једно.”; имам џамије Ел Нур захвалио се Новозеланђанима за њихову подршку и додао је да „смо сломљених срца али да нисмо сломљени”. Национална миса за сећање одржана је 29. марта, две седмице после напада.
Гив-а-литл (GiveALittle.co.nz) онлајн хуманитарна акција која подржава жртве и њихове породице до сада је скупила преко 4 милиона новозеландских долара. Уз остале акције која се тражи добровољно давање новца за помоћ, скупљено је преко 6,1 милиона америчких долара укупно с наменом за жртве и њихове породице. Премијерка је такође поновила да сви они повређени или убијени у пуцњавама — као и њихове уже породице — могу да користе државну шему за компензацију након несрећа (ACC), која — између осталих бенефита — нуди компензацију за изгубљене приходе и 10.000 америчких долара гранта за сахрану.
Дан након напада, многи власници радњи са оружјем пријавили су повећану продају оружја — поготово полуаутоматског, као одговор на строже законе око набавке. Насупрот овоме, неки новозеландски власници оружја одговорили су добровољним предавањем свог оружја полицији. Новозеландски аукцијски веб-сајт Trade Me забранио је продају полуаутоматског оружја на својој платформи.

### Видео
Лајвстрим је репостован на многим сервисима за стримовање видеа, укључујући Фејсбук, Лајвлик и Јутјуб. Полиција, муслиманске заступничке групе и владине агенције позвали су да било ко ко пронађе снимке — да их обрише или пријави. Новозеландски Уред за класификацију филма и књижевности брзо је класификовао видео као „непожељан”, чиме је дистрибуисање, копирање или приказивање истог унутар граница земље постало прекршај; законска казна је до 14 година затвора за појединца, или 100.000 америчких долара за корпорацију.:124 18-годишњак који се појавио у Окружном суду Крајстчерча 18. марта оптужен је по две тачке: за дистрибуисање видеа и прављење непожељне публикације објављивањем слике џамије Ел Нур с поруком „мета стечена” те другим чет порукама које „подстрекавају екстремно насиље”. Такође, 22-годишњи Новозеланђанин ће се појавити на суду у Крајстчерчу јер је оптужен за дистрибуисање видеа. Неке медијске организације у Аустралији емитовале су делове лајвстрима, све до момента када нападач улази у зграду, упркос молбама полиције да се исти снимци не приказују или емитују јавно. Новозеландска Скај телевизија привремено је прекинула понуду емитовања Скај њуз Аустралије где се видео могао погледати, да би се спречило његово даље приказивање. Новозеландски провајдери интернет сигнала предузели су одређене кораке да се блокира приступ 8chan-у и другим сајтовима повезанима с нападом; привремено су блокирани и други сајтови, попут 4chan-а, Лајвлика и Меге где се видео могао пронаћи све док ови сајтови нису успели да га уклоне у потпуности позивајући се на своје смернице о коришћењу. Додатно, најмање три сајта — 8chan, Kiwi Farms и Voat — нашла су се под истрагом новозеландских власти због материјала пертинентног нападу, где је постављан видео и други материјал док се напад одвијао; администратор онлајн месиџинг борда Киви фармс одбио је захтев Новозеландске полиције за податке о корисницима који су правили постове повезане са осумњиченим и нападима.
Дана 19. марта, Аустралијанац који је постављао коментаре по друштвеним медијима хвалећи пуцњаве у Крајстчерчу, ухапшен је због агравираног поседовања ватреног оружја без лиценце и по четири тачке за коришћење или поседовање забрањеног оружја; пуштен је уз кауцију под условом да неће користити интернет. Сутрадан, човек из Крајстчерча је оптужен по две тачке за дељење лајвстрима пуцњава у џамијама према Акту о класификацији филмова, видеа и публикација из 1993; забрањена му је кауција и задржан је у притвору до следећег судског саслушања заказаног за 15. април; његова компанија је такође привукла критике због коришћења нацистичких симбола.
Фејсбук, Јутјуб, Редит и Твитер изјавили су да напорно раде да уклоне видео са својих платформи, те изјавили да ће такође уклонити све чиме се подржавају напади. Како год, копије видеа се континуирано отпремају на Јутјуб и Твитер. Према Фејсбуку, није било притужби на видео око 12 минута након што се лајвстрим завршио; оригинални видео од нападача погледан је мање од 200 пута пре него што је сервис обавештен о садржају видеа; Фејсбук је накнадно уклонио видео и његов садржај прегледан само 4.000 пута унутар неколико минута од обавештења, те направио дигитални хеш отисак да се детектују будућа отпремања — која су се до тада вршила на бројним сајтовима друштвених медија. Делатници Фејсбука на Новом Зеланду изјавили су да је унутар друга 24 часа након напада дигиталним отиском блокирано преко 1,5 милиона отпремања видеа и слика — укључујући едитоване верзије — с њиховог сервиса, већина у току фазе отпремања пре него што је видео односно слика дошла у јавност за прегледање. Редит је бановао субредите под називима „WatchPeopleDie” и „Gore” за које они тврде да величају нападе. Упркос овако релативно добром одговору, званичници Новог Зеланда као и други светски лидери дали су задатак Фејсбуку, Јутјубу и другим великим друштвеним сајтовима да предузму још корака и прекину деловање сваког одговорног за екстремистички садржај који се отпрема на њихове сервере. Мајкрософт је, у светлу тога како су друштвени медији управљали садржајем повезаним с пуцњавама, предложио увођење стандарда на нивоу индустрија којима ће се пријављивати овакав садржај веома брзо и непосредно након великих догађаја; здруженим командним центром управљало би се и контролисало ширење оваквих информација преко друштвених медија.
Упркос покушајима мрежа да се саморегулишу, новозеландски званичници и други светски лидери питали су их да преузму одговорност за екстремистички садржај постављен на њиховим серверима. Аустралија је увела легислативу којом се кажњавају провајдери финог садржаја и потенцијално у затвореништво стављају њихови делатници који не уклоне насилне слике овог типа напада. Француски савет за муслиманску веру издао је тужбу против Фејсбука и Јутјуба, оптужујући компаније за „емитовање поруке са насилним садржајем подстичућег тероризма, или природе налик на озбиљно нарушавање људског дигнитета и подложне прегледавању од мањине”. Фејсбук је протестовао против тужбе, уз изјаву: „Актови тероризма и мржње немају места на Фејсубку, а наше мисли су са породицама жртава и целом заједницом погођеном овом трагедијом. Предузели смо многе кораке да се овај видео уклони с наше платформе, сарађујемо с властима.”
Стјуарт Бендер са Универзитета Кертин у Перту истакао је да употреба видеа уживо као интегралног дела напада „чини [исте] обликом ’перформанс злочина’ где је акт снимања видеа и/или стримовања насиља од стране нападача централна компонента самог насиља, а не инцидентална”.

## Реакције
Новозеландска премијерка Џасинда Ардерн назвала је инцидент „актом екстремног и невиђеног насиља” и изјавила да је „ово један од најмрачнијих дана Новог Зеланда”. Она је такође нападе описала као добро испланиране и терористичке. По први пут у историји, ниво од терористичке претње подигнут је на висок. Комесар Буш цитирао је премијерку да је рекла да је ово „сада класификовано као терористички догађај”. Начелница Крајстчерча Лијана Далзијел никада није мислила да би се „нешто налик овоме” могло догодити на Новом Зеланду, изјавивши да је „свако шокиран”. Заставе су биле спуштене на пола копља на свим владиним зградама у земљи. Кабинет Новог Зеланда је пристао да спроведе истрагу око напада, а 25. марта је објавио да ће иста бити у облику истраге краљевске комисије; испитаће се догађаји који су довели до напада, а према Ардерновој „погледаће се акције SIS-а, GCSB-а, полиције, царине, имиграционе и свих других релевантних владиних одељења или агенција”; Литл је рекао за Радио Нови Зеланд „Добио сам овлашћење за агенције да ураде интрузивне активности под налогом, од којих велики број истих [налога] немам слободу да откривам.”, те додао да обавештајне службе обично стављају 30 до 40 људи под надзор одједном а иако је у питању више људи под надзором него обично он неће да открије колики је то број, док су саме операције од физичког надзора до надзирања телекомуникационих активности.
Краљица Елизабета II рекла је да је „дубоко растужена” нападом: „Принц Филип и ја послали смо своје саучешће породицама и пријатељима оних који су изгубили своје животе.”
Аустралијски премијер Скот Морисон изразио је подршку Новом Зеланду и осудио нападе као „насилне, екстремистичке, терористичке нападе десног крила”. Потврдио је да је Аустралијанац задржан као осумњичени повезан с нападом.
Британска премијерка Тереза Меј описала је инцидент као „застрашујући терористички напад” и рекла да су „њене мисли са свим онима који су погођени овим болесним чином насиља”. Такође је објављено да ће министар унутрашњих послова обавити разговоре са вишим експертима за противтероризам да би се проверила безбедност у британским џамијама после напада.
Многи политичари и светски лидери такође су изразили своју сућут поводом напада, а неки светски лидери су напад приписали све већој исламофобији у свету; Трампова реакција била је нешто другачија или супротна, јер када су га питали да ли су „белачки националисти растућа претња широм света” он је одговорио: „Не мислим баш. Мислим да је то мала група људи који имају веома, веома озбиљне проблеме. Засигурно је то страшна ствар.”
Званично саучешће (у облику саопштења) изјавила је велика већина светских лидера.
Канадски премијер Џастин Трудо изразио је „најдубље саучешће” и изјавио да „Канада памти превише добро жалост коју су осећали након безосећајног напада на Исламски културни центар Кебека у Стефоју који је узео животе много невиних људи окупљених у молитви”, помињући Пуцњаву у Кебеку у градској џамији (2017).
Неколико тренутних и бивших политичара из САД, укључујући председника Доналда Трампа, бившег председника Барака Обаму и политичарку кандидаткињу за председника Хилари Клинтон изразили су своје саучешће страдалима, а Трамп је понудио и помоћ Новом Зеланду. Ово је било након што је Њујорк тајмс објавио да је убица хвалио председника Трампа у свом манифесту.
Руски председник Владимир Путин послао је премијерки Ардерновој поруку саучешћа, изјавивши: „Овај напад на цивиле који су се окупили ради молитве је шокантан по насиљу и цинизму.” Осветљење куле Останкино у Москви, највише слободно држеће структуре у Европи, било је угашено један сат као знак сућути.
У Уједињеном Краљевству, након претњи по живот Садика Кана у манифесту нападача Таранта, домаћа обавештајна служба MI5 је покренуо истрагу повезаности нападача са британском крајњом десницом. Саџид Џавид из Министарства унутрашњих послова УК, упозорио је фирме друштвених медија, укључујући нова правила о цензури.
Краљ Салман из Саудијске Арабије рекао је да је „гнусни масакр молитвеника у џамијама на Новом Зеланду терористички напад”. Такође, позвао је међународну заједницу да се суочи с говором мржње и тероризмом.
Кардинал Пјетро Паолин, секретар града-државе Ватикан, послао је писмо саучешћа у име папе Фрање тешећи муслиманску заједницу на Новом Зеланду „искреном солидарношћу поводом ових напада” и изјављујући да се „Његова светост моли за излечење повређених, утеху оних који тугују за губитак својих вољених и за све погођене овом трагедијом”.
Председник Турске, Реџеп Тајип Ердоган, показивао је снимак преузет од нападача својим присталицама на кампањским скуповима за локалне изборе у Турској који су се одржали поткрај марта 2019. Нови Зеланд и Аустралија, односно њихове владе, као и турска главна опозициона партија, критиковали су његове потезе.
У Пакистану, током четвртфинала ПСЛ-а — на националном стадиону у Карачију, с капацитетом од 34.228 места — дат је минут ћутања за жртве.

### Алт-десничари
Групе антиимиграционих белачких супремациста базиране на Новом Зеланду брзо су осудиле напад и удаљиле се од повезаности с нападачем, те угасиле своје веб-сајтове. Одређен број алт-десничарских вођа те онлајн постери подржавали су напад, славећи терористу као „хероја” и називајући насиље делом тренутног етничког сукоба између белаца и небелаца који се одвија у свету. Ендру Енглин, представник веб-сајта The Daily Stormer, изјавио је да је од масовних пуцњава које је он видео „ова далеко најсмешнија од њих свих” те да је нападач већ био „народни херој” за многе унутар покрета.

### PewDiePie
Шведски јутјубер PewDiePie (Пјудипај; право име: Феликс Арвид Улф Шелберг) твитовао је „Управо сам чуо вести о ужасавајућим извешћима из новозеландског Крајстчерча. Осећам се апсолутно згађеним што је ова особа изустила моје име. Моје срце и мисли су са жртвама, породицама и свакиме погођеним овом трагедијом.” као одговор на позив нападача Брентона Таранта за гледаоце да „запрате Пјудипаја” током његовог лајвстрима пре извршења напада; ово је референца на тренутни сукоб пратилаца Пјудипај против Ти-сириса.

### Остале реакције
Платформе друштвених медија Фејсбук, Твитер и Јутјуб имали су реакцију која је искритикована; пуштан је видео пуцњаве и поновно отпреман те дељен на овим платформама дуго након напада. Ове три компаније радиле су прековремено на уклањању видеа и бановању налога који су наставили да га отпремају. Гугл је сазвао велики састанак компаније изјавивши да је потребно да се уклоне резултати претраге који приказују графички садржај (видео и слике).
Симпатизери Ал Каиде и ИДИЛ-а, као и утицајни лидери, објавили су путем канала друштвених медија потребу за одмаздом. Ово је изазвало особље задужено за спровођење закона у регионима Северној Америци, Европи и Океанији да буду на повишеном нивоу опреза. Један пост је гласио „Неверник је убио муслиманку и побегао преко ње пре него што је убио нашу браћу у џамији. Где је освета, О ревносни [муслимани]? По Алаху, ако не урадимо ништа, нема ничег доброг у нама [...] довољно дремежи [за] шта ћемо рећи Алаху...” и привукао је пажњу власти међу стотинама других постова.

## Дискурс о ватреном оружју
Новозеландски закони о оружју почели су да се преиспитују након напада, поготово процес куповине полуаутоматског оружја у војном стилу те разлике у односу на Аустралију; након Масакра у Порт Артуру 1996, у Аустралији је ово оружје забрањено; године 2018, на пример, објављено је да је од 1,5 милиона регистрованог ватреног оружја на Новом Зеланду — 15.000 полуаутоматско. Како је специјалиста за политику оружја Филип Алперс изјавио: „Нови Зеланд је готово једини уз Сједињене Државе који не региструје 96% свог ватреног оружја — а то су уобичајена ватрена оружја, она која се највише користе у злочинима... Да је отишао на Нови Зеланд да почини ове злочине, појединац може претпоставити да је лакоћа доласка до овог ватреног оружја могла да буде фактор у његовој одлуци да почини злочин у Крајстчерчу.” Кабинет, међутим, остаје без одлуке о стварању регистра.
Премијерка Џасинда Ардерн објавила је да ће се „наши закони о оружју променити, сада је време... Људи ће тражити промену, а ја сам на то обавезана.”. Арденова је наставила казавши да је „било покушаја да се наши закони промене 2005, 2012. и након упита 2017. Сада је време за промену.”. Државни тужилац Дејвид Паркер касније је цитиран да је рекао да ће влада да забрани полуаутоматске пушке, али да је касније оповргао ову изјаву и рекао да влада још није посвећена ничему и да ће регулације око полуаутоматског оружја да буду „једно од питања” које ће влада да разматра. Ардернова је, на прес-конференцији одржаној 18. марта, индицирала да ће детаљи око предложених реформи да буду дати 25. марта 2019. године. Дана 21. марта, она је објавила забрану и додала да ради на легислативи за ово која би требало да буде готова најкасније до 11. априла. Као традиционална мера, од 15.00 часова тог дана, неке полуаутоматске пушке и сачмарице класификоване су као такве да захтевају да власник има лиценцу са „Е” одобрењем. „Након разумног периода поврата, они који наставе да поседују ова ватрена оружја биће у контравенцији са законом”, објавио је Радио Нови Зеланд. Шема „ган бајбек” такође се разматра.
Амандман о забрани ватреног оружја, магазина и делова (енгл. The Arms (Prohibited Firearms, Magazines, and Parts) Amendment Bill) биће уведен у Представничком дому 1. априла 2019. а усвојен након свог првог читања наредног дана.
Дејвид Типл, активиста за права око наоружања и власник 20 градских продавница оружја широм Новог Зеланда, продао је оружје и муницију нападачу Таранту. У конференцији за медије након пуцњава, он је тврдио да нема никакве одговорности за напад а због продаје оружја нападачу. Такође је одбио да дискутује у широј дебати око оружја. Типл је касније рекао: „Било је пуно приче о паничној куповини и то је лаж.”